# 孫繼芳
孫繼芳（1483年—1541年），字世其，號石磯，湖廣岳州府華容縣民籍，江西進賢縣人，明朝政治人物。

## 生平
湖廣鄉試第六十七名舉人。正德六年（1511年）中式辛未科會試第一百六十八名，登第二甲第五十名進士。除刑部山西司主事，謝病歸。二載起復，改兵部车驾司主事，歷职方司員外郎，諫武宗南巡，遭廷杖，不久遷车驾司郎中，次年任会试同考官，改职方司，嘉靖二年（1523年）十月出為雲南提學副使。卒年五十九。

## 著作
工詩，有《石磯集》、《磯園稗史》等。

## 家族
曾祖孫孟和；祖父孫釗；父孫榮，成化癸卯舉人，曾任信陽知州、處州府同知。母劉氏，封宜人。长子孫宗，嘉靖七年戊子順天舉人，官玉山县知县；次子孫宜，嘉靖七年湖广乡试举人，以不朽自命，自署洞庭渔人，著有《洞庭渔人集》。側室张氏生孫完，邑庠生。宜子孙斯亿、孙孫羽侯、曾孙孙谷皆举进士。